# روبن سيد
روبن سيد (بالفنلندية: Robin Sid) (21 سبتمبر 1994 في فنلندا - ) هو لاعب كرة قدم فنلندي في مركز الوسط. لعب مع نادي ماريهامن.

## وصلات خارجية
- روبن سيد على موقع الاتحاد الأوربي (الإنجليزية)
- روبن سيد على موقع قاعدة بيانات كرة القدم.إي يو (الإنجليزية)
- روبن سيد على موقع Soccerway.com (الإنجليزية)
- روبن سيد على موقع عالم كرة القدم.نت (الإنجليزية)